# Clínquer
Se procura o material vulcânico homónimo, veja clínquer (geologia).

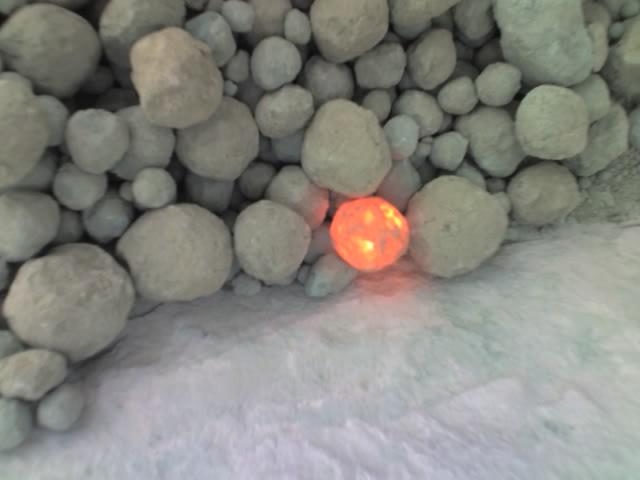
Clínquer para cimento branco, recém extraído do forno.

O clínquer pode ser definido como cimento numa fase básica de fabrico, a partir do qual se fabrica o cimento Portland, habitualmente com a adição de sulfato de cálcio, calcário e/ou escória siderúrgica.
O cimento é composto principalmente de clínquer e de adições, sendo o clínquer o principal componente presente em todos os tipos de cimento.
Existe como mercadoria independente, transacionada mundialmente, porque não é tão sensível à humidade como o cimento Portland e, como tal, facilita a sua armazenagem, manuseio e transporte.
Tem um factor de estiva de cerca de 0,7 metros cúbicos por tonelada e um ângulo de assentamento entre 25 a 45 graus.
É um material sinterizado e peletizado, resultado da calcinação (1450 °C) da mistura do calcário (75 a 80%), da argila (20 a 25%) e de componentes químicos como o silício, o alumínio e o ferro.
No processo de fabricação do cimento Portland, o clínquer de cimento Portland sai do forno a cerca de 80°C, indo diretamente à moagem, onde é adicionado ao gesso e imediatamente ensacado em sacos de papel kraft, podendo chegar aos depósitos de distribuição ainda quente.

Em partículas finas adere com facilidade a superfícies, no entanto é de fácil remoção com vinagre.